# Fărcașa (Maramureș)
Fărcașa é uma comuna romena localizada no distrito de Maramureș, na região histórica da Transilvânia. A comuna possui uma área de 48.41 km² e sua população era de 3968 habitantes segundo o censo de 2007.